# Арељо (Верчели)
Арељо је насеље у Италији у округу Верчели, региону Пијемонт.
Према процени из 2011. у насељу је живело 21 становника. Насеље се налази на надморској висини од 319 м.